# Feričanci
Feričanci (srbsky Феричанци, maďarsky Ferencfalva) jsou vesnice a správní středisko stejnojmenné opčiny v Chorvatsku v Osijecko-baranjské župě. Nachází se asi 6 km severovýchodně od Orahovice, 10 km severozápadně od Našic, 29 km jihovýchodně od Slatiny a asi 59 km západně od Osijeku. V roce 2011 žilo ve Feričancích 1 626 obyvatel, v celé opčině pak 2 134 obyvatel.
Součástí opčiny jsou celkem čtyři trvale obydlené vesnice. Dříve byla samostatným sídlem nacházejícím se na území opčiny i osada Petrovac Feričanački, která se v roce 1961 stala součástí vesnice Feričanci.
- Feričanci – 1 626 obyvatel
- Gazije – 53 obyvatel
- Valenovac – 185 obyvatel
- Vučjak Feričanački – 270 obyvatel

Opčinou prochází státní silnice D2 a župní silnice Ž4058 a Ž4065. Protéká zde řeka Iskrica.